# Okręg Palaiseau
Okręg Palaiseau (fr. Arrondissement de Palaiseau) – okręg w północnej Francji. Populacja wynosi 567 tysięcy.

## Podział administracyjny
W skład okręgu wchodzą następujące kantony:
- Arpajon,
- Athis-Mons,
- Bièvres,
- Brétigny-sur-Orge,
- Chilly-Mazarin,
- Gif-sur-Yvette,
- Juvisy-sur-Orge,
- Limours,
- Longjumeau,
- Massy-Est,
- Massy-Ouest,
- Montlhéry,
- Orsay,
- Palaiseau,
- Sainte-Geneviève-des-Bois,
- Saint-Michel-sur-Orge,
- Savigny-sur-Orge,
- Ulis,
- Villebon-sur-Yvette.